# Juan Carlos Gómez Díaz
Juan Carlos Gómez Díaz, conosciuto semplicemente come Juan Carlos (Cordova, 6 aprile 1973), è un allenatore di calcio ed ex calciatore spagnolo, di ruolo attaccante.

## Caratteristiche tecniche
In attività era un centravanti.

## Carriera
Ha vinto con l'Atlético Madrid una coppa di Spagna (1995-1996), una Liga (1995-1996) e un campionato di Segunda División (2001-2002).

## Palmarès

### Club

#### Competizioni nazionali
- Coppa di Spagna: 1

Atlético Madrid: 1995-1996
- Campionato spagnolo: 1

Atlético Madrid: 1995-1996
- Segunda División: 1

Atlético Madrid: 2001-2002